# Heidi Lene Maibom
Heidi L. Maibom ist Professorin für Philosophie an der Universität Cincinnati und der Universität des Baskenlandes. Ihre Forschung konzentriert sich auf Empathie, Verantwortung, Imagination, Psychopathie und Theory of Mind.

## Werdegang
Maibom erhielt ihren Ph.D. in Philosophie am University College London im Jahr 2000. Sie hatte verschiedene Forschungspositionen am Lucy Cavendish College, an der University of Cambridge (1993–1994); an der Washington University in St. Louis (2001–2003); am Laurence S. Rockefeller Visiting Fellow at the University Center for Human Values, an der Princeton University (2007–2008); und an der  University of Cincinnati (2017–2018) inne. Vor ihrer Berufung nach Cincinnati war Maibom Assistant und Associate Professor der Philosophie und Kognitionswissenscahften an der Carleton University.
Maibom ist in verscheidenen Podcasts aufgetreten, darunter „unSILOed“, „In the Cave“, „Choice“, und „The Veritas Forum“.

## Monografien
Maibom ist Autorin von The Space Between. How Empathy Really Works und Empathy.

## Beiträge in Zeitschriften und Sammelwerken
- Maibom, Heidi L. (2001) – Tacit Knowledge & Folk Psychology. Danish Yearbook of Philosophy, 35, 95–114.
- Maibom, Heidi L. (2003) – The Mindreader and the Scientist. Mind & Language, 18, 296–315.
- Maibom, Heidi L. (2007) – Social Systems. Philosophical Psychology, 20, 557–578.
- Maibom, Heidi L. (2007) – The Presence of Others. Philosophical Studies, 132, 161–190.
- Maibom, Heidi L. (2009) – Feeling for Others: Empathy, Sympathy, and Morality. Inquiry, 52, 483–499.
- Maibom, Heidi L. (2009) – In Defence of (Model) Theory Theory. Journal of Consciousness Studies, 16, 360–378.
- Maibom, Heidi L. (2010) – Imagining Others. Atelier de l’Ethique, 5(1), 34–49.
- Maibom, Heidi L. (2012) – The Many Faces of Empathy and Their Relation to Prosocial Action and Aggression Inhibition. Wiley Interdisciplinary Reviews: Cognitive Science (WIRE), 3, 253–263. doi:10.1002/wcs.1168
- Maibom, Heidi L. (2013) – Folk Psychology. In H. Pashler (Ed.), The Encyclopedia of the Mind (pp. 334–336) – SAGE Publications.
- Maibom, Heidi L. (2013) – Theory Theory. In B. Kaldis (Ed.), Encyclopedia of Philosophy and the Social Sciences (pp. 1010–1012) – SAGE Publications.
- Maibom, Heidi L. (2014) – (Almost) Everything You Ever Wanted to Know About Empathy. In H. L. Maibom (Ed.), Empathy and Morality (pp. 1–40) – New York: Oxford University Press.
- Maibom, Heidi L. (2014) – Without Fellow Feeling. In T. Schramme (Ed.), Being Immoral: Psychopaths and Moral Indifference (pp. 91–114) – Cambridge, MA: MIT Press.
- Maibom, Heidi L. (Ed.) (2014) – Empathy and Morality. New York: Oxford University Press.
- Maibom, Heidi L. (2016) – Knowing Me, Knowing You: Failure to Forecast and the Empathic Imagination. In A. Kind & P. Kung (Eds.), Knowledge Through Imagination (pp. 185–206) – New York: Oxford University Press.
- Maibom, Heidi L. (2017) – Affective Empathy. In H. L. Maibom (Ed.), The Routledge Handbook of Philosophy of Empathy (pp. 22–35) – London: Routledge.
- Maibom, Heidi L. (2017) – Introduction. In H. L. Maibom (Ed.), The Routledge Handbook of Philosophy of Empathy (pp. 1–10) – London: Routledge.
- Maibom, Heidi L. (Ed.) (2017) – The Routledge Handbook of Philosophy of Empathy. London: Routledge.
- Maibom, Heidi L. (2018) – Self-Simulation and Empathy. In T. Schramme & N. Roughley (Eds.), Forms of Fellow Feeling: Empathy, Sympathy, Concern and Moral Agency (pp. 109–132) – Cambridge University Press.
- Maibom, Heidi L. (2018) – What can we learn from taking another’s perspective? In D. Matravers & A. Waldoff (Eds.), Empathy: Between Einfühlung and Attunement (pp. 74–90) – London: Routledge.
- Maibom, Heidi L. (2019) – Empathy and Emotion Regulation. Philosophical Topics, 47(2), 149–163.
- Maibom, Heidi L. (2019) – Empathy. In T. Polger (Ed.), Routledge Encyclopedia of Philosophy. London: Routledge. doi:10.4324/9780415249126-L154-1